# Diospyros glandulosa
Diospyros glandulosa är en tvåhjärtbladig växtart som beskrevs av John Henry Lace. Diospyros glandulosa ingår i släktet Diospyros och familjen Ebenaceae. Inga underarter finns listade i Catalogue of Life.